# Енцелад (супутник)
Енцелад (Сатурн II; лат. Enceladus, грец. Ἐγκέλαδος) — 14-й за віддаленістю від планети супутник Сатурна. Відкритий Вільямом Гершелем 28 серпня 1789 року. Діаметр — 500 км, радіус орбіти — 238 тис. км. Супутник є найсвітлішим небесним тілом Сонячної системи. Енцелад — геологічно найактивніший супутник Сатурна. На ньому можуть бути водяні вулкани (гейзери), які оновлюють іній на поверхні та слугують джерелом речовини для розрідженого пилового кільця вздовж орбіти супутника.

## Назва
Назва «Енцелад» запропонована сином першовідкривача — Джоном Гершелем — на честь гіганта Енкелада з грецької міфології. Він вибрав цю назву через те, що Сатурн, відомий у давньогрецькій міфології як Кронос, був ватажком гігантів. Деталям рельєфу Енцелада дають імена, взяті зі збірки оповідань «Тисяча й одна ніч». Кратери називають на честь її персонажів, а інші структури — борозни (fossae), гряди (dorsa), рівнини (planitiae) та «зморшки» (sulci) — на честь згадуваних там географічних об'єктів. Станом на лютий 2017 року на карті Енцелада фігурує 85 назв, із яких 22 Міжнародний астрономічний союз затвердив 1982 року, після прольоту двох КА «Вояджер», а інші — починаючи з 2006 року, на основі знімків «Кассіні».

## Розміри та маса

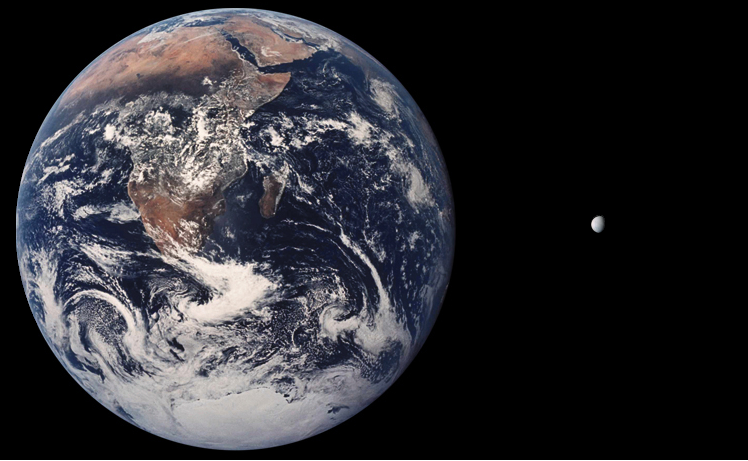
Порівняння розмірів Землі та Енцелада

Середній діаметр Енцелада — 504,2 км. Це 6-й за розмірами і масою супутник Сатурна після Титана (5150 км), Реї (1530 км), Япета (1440 км), Діони (1120 км) і Тефії (1050 км). За ним слідує Мімас (397 км). Ці сім об'єктів, на відміну від усіх менших супутників Сатурна, мають доволі правильну кулясту форму. Таким чином, Енцелад — один із найменших кулястих супутників Сатурна.
У другому наближенні форма Енцелада описується сплющеним тривісним еліпсоїдом. Його розміри (за даними станції «Кассіні») — 513,2 ± 0,6 км (a) × 502,8 ± 0,4 км (b) × 496,6 ± 0,4 км (c), де a — діаметр вздовж осі, направленої на Сатурн, b — діаметр вздовж дотичної до орбіти, c — відстань між північним і південним полюсом.

## Орбіта

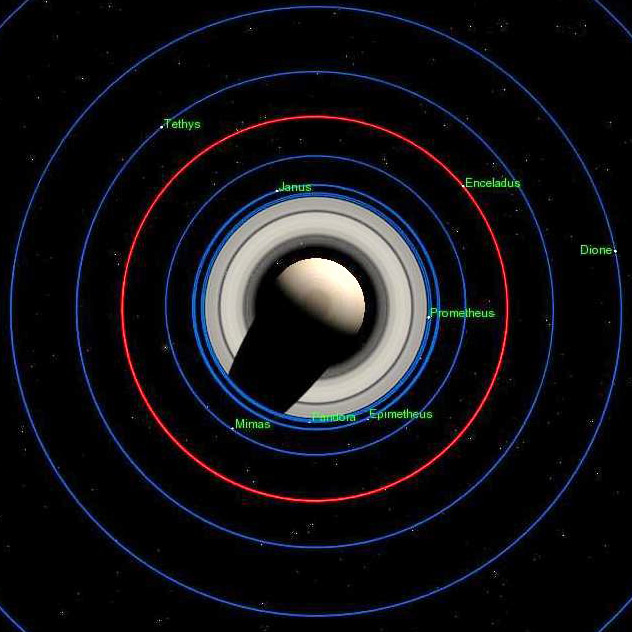
Вид на північний полюс Сатурна. Показані орбіти декількох супутників; орбіта Енцелада виділена червоним

Енцелад — один із найбільших внутрішніх супутників Сатурна і 14-й супутник у порядку віддаленості від планети. Його орбіта проходить по найщільнішій частині кільця E — найдальшого кільця Сатурна. Це дуже широке, але дуже розріджене кільце з мікроскопічних частинок льоду або пилу, яке починається біля орбіти Мімаса і закінчується десь біля орбіти Реї.
Орбіта супутника розташовується на відстані 237 378 км від Сатурна і 180 000 км від верхньої границі його хмар, між орбітами Мімаса (меншого супутника) і Тефії (більшого). Енцелад обертається навколо Сатурна за 32,9 години. Наразі Енцелад перебуває в орбітальному резонансі 2:1 з Діоною. Цей резонанс допомагає підтримувати ексцентриситет орбіти Енцелада (0,0047), який призводить до регулярної зміни величини припливних сил і, як наслідок, до припливного нагрівання надр супутника, що забезпечує його геологічну активність.
Як і більшість супутників Сатурна, Енцелад обертається навколо нього синхронно до власного руху по орбіті. Таким чином, він постійно обернений до планети однією стороною. На відміну від Місяця, Енцелад не проявляє лібрації навколо власної осі обертання (принаймні, вона не перевищує 1,5°). Утім, форма супутника вказує на те, що колись у нього були лібрації з періодом, у чотири рази більшим від орбітального. Ця лібрація, як і резонанс із Діоною, могли забезпечити Енцелад додатковим джерелом тепла.

### Взаємодія з кільцем E
Кільце E — найбільш зовнішнє кільце Сатурна. Воно складається з мікроскопічних частинок льоду або пилу і починається з орбіти Мімаса, закінчуючись біля орбіти Реї, хоча деякі спостереження показують, що воно простягається навіть за орбіту Титана і, таким чином, його ширина — близько 1 000 000 км. Численні математичні моделі показують, що це кільце нестійке і час його життя становить від 10 000 до 1 000 000 років, тому для його існування необхідне постійне поповнення частинками.
Орбіта Енцелада проходить по найщільнішій області цього кільця. Ця область доволі вузька. Тому поповнення кільця речовиною з Енцелада передбачалося ще до польоту «Кассіні». Його дані це підтвердили.
|  |  |  |

Є два шляхи наповнення кільця E частинками. Перше і, ймовірно, головне джерело частинок — кріовулканічні струмені з південної полярної області Енцелада. Більшість їхніх викидів падає назад на поверхню супутника, але деякі частинки долають його тяжіння і потрапляють у кільце E, оскільки перша космічна швидкість для Енцелада становить всього 866 км/год. Друге джерело частинок — викиди з поверхні Енцелада при ударах метеоритів. Це справедливо і для інших супутників Сатурна, орбіта яких проходить всередині кільця E.

## Поверхня
|  |  |  |

Перші детальні знімки поверхні Енцелада отримав «Вояджер-2». Дослідження отриманої мозаїки високої роздільності показало, що на супутнику є принаймні п'ять різних типів ландшафту, зокрема ділянки з кратерами, гладкі області та ребристі ділянки, які часто межують із гладкими. На поверхні мало кратерів і багато своєрідних жолобків. Крім того, там є довгі тріщини та уступи. Ці факти вказують на те, що поверхня Енцелада молода (декілька сотень мільйонів років) і/або нещодавно оновлена. Мабуть, це пов'язано з його кріовулканічною активністю.
Енцелад складається переважно з водяного льоду й має майже білу поверхню з рекордною в Сонячній системі чистотою і відбивною здатністю. Він відбиває 81 ± 4 % сонячного випромінювання (болометричне альбедо Бонда за даними «Кассіні»). Відповідно, поглинання світла поверхнею дуже мале, і її середня температура опівдні досягає лише −198 °C (дещо холодніше, ніж на інших супутниках Сатурна). Геометричне альбедо Енцелада дорівнює 1,38.
Автоматична станція «Кассіні», що досягла у 2004 році системи Сатурна, виявила фонтани частинок льоду висотою сотні кілометрів, що б'ють із чотирьох тріщин у районі південного полюса Енцелада. З цих частинок утворюється «слід», що обертається вже навколо самого Сатурна у вигляді кільця. Поки не зовсім зрозуміло, що є джерелом енергії для цієї безпрецедентно сильної для настільки малого супутника вулканічної активності. Ним могла б бути енергія, що виділяється в ході радіоактивного розпаду, однак у водяному фонтані були виявлені пилові частинки та невеликі крижинки. Для того, щоб «закинути» їх на сотні кілометрів угору, потрібно занадто багато енергії. Ймовірно, надра Енцелада «розігрівають» припливні хвилі, однак за сучасними оцінками, їхня енергія на два порядки менша, ніж потрібно. 2010 р. вчені виявили, що це нагрівання могла б пояснити лібрація при русі по орбіті.
Температура поверхні — мінус 200 градусів за Цельсієм. У розломах південної полярної області вона подекуди сягає −90 °C. Наявність на Енцеладі таких ділянок та атмосфери, а також молодість поверхні вказує на наявність якогось джерела енергії, що підтримує геологічні процеси на супутнику.

### Ландшафт
«Вояджер-2» виявив на поверхні Енцелада декілька типів деталей рельєфу тектонічного походження: жолоби, уступи, а також пояси западин і хребтів. Дослідження «Кассіні» показують, що тектоніка — головний фактор, який формує рельєф Енцелада. Найпомітніші її прояви — рифти, які можуть досягати 200 км у довжину, 5—10 — у ширину і близько кілометра в глибину.
|  |  |

Інший прояв тектонічних процесів Енцелада — це смуги криволінійних борозен та гребенів, відкриті «Вояджером-2». Вони часто відділяють гладкі рівнини від кратерованих. Такі ділянки (наприклад, зморшки Самарканд), нагадують деякі ділянки Ганімеда, однак на Енцеладі їх рельєф набагато складніший. Ці смуги часто розташовуються не паралельно одна одній, а стикуються під кутом на зразок шеврона. В інших випадках вони припідняті, а вздовж них тягнуться розломи і хребти. «Кассіні» відкрив у зморшках Самарканд цікаві темні плями шириною 125 і 750 метрів, які розташовуються приблизно паралельно до вузьких розломів. Ці плями інтерпретуються як провали.
Крім глибоких розломів і рельєфних смуг, на Енцеладі є ще декілька типів ландшафту. На зображеннях вище видно комплекс вузьких розломів (по декілька сотень метрів шириною), відкритих космічною станцією «Кассіні». Багато з цих розломів зібрані у смуги, що перетинають кратеровані ділянки. Вглиб вони поширюються, мабуть, лише на декілька сотень метрів. На морфологію розломів, що проходять через кратери, мабуть, вплинули своєрідні властивості зміненої ударом поверхні: всередині кратерів розломи виглядають не так, як ззовні. Інший приклад тектонічних структур Енцелада — лінійні западини, вперше виявлені «Вояджером-2», і набагато детальніше зняті станцією «Кассіні». Вони перетинають ділянки різних типів, як, наприклад, заглиблення і пояси хребтів. Це, мабуть, одні з наймолодших деталей рельєфу Енцелада (як і рифти). Але деякі з них (як і розташовані біля них кратери) виглядають згладженими, що вказує на їх великий вік. Є на цьому супутнику і хребти, хоча вони там не так розвинуті, як, наприклад, на Європі. Їхня висота досягає одного кілометра. За поширеністю на Енцеладі тектонічних структур видно, що тектоніка була на ньому важливим геологічним фактором упродовж більшої частини його існування.

#### Ударні кратери

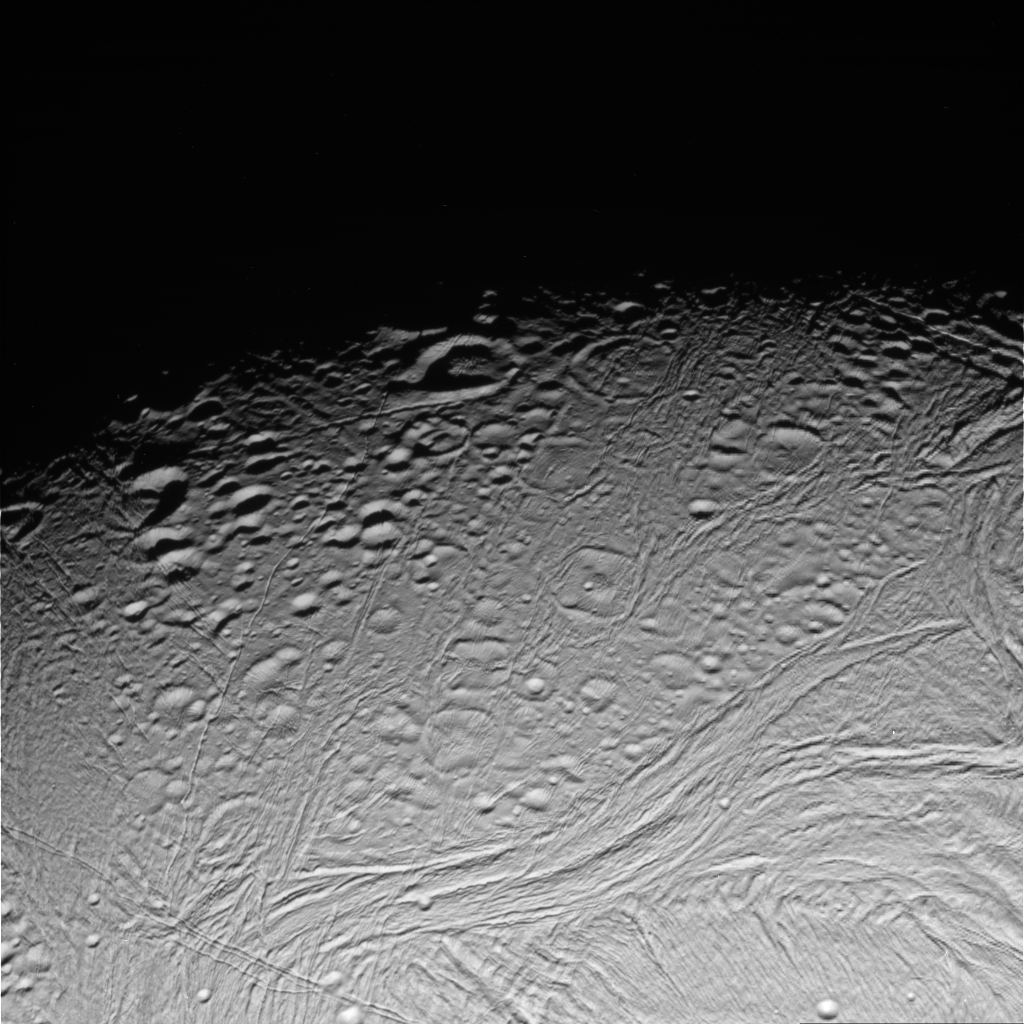
Напівзруйновані кратери на Енцеладі. Знімок «Кассіні» 17 лютого 2005 року. Знизу зліва направо простягаються зморшки Хама; вище видно кратеровані області

Імпактні події — звичайне явище для багатьох об'єктів Сонячної системи. Більша частина Енцелада вкрита кратерами з різною концентрацією і ступенем зруйнованості.
«Кассіні» зробив детальні знімки ряду кратерованих зон. На них видно, що багато кратерів Енцелада сильно деформовано в'язкою релаксацією і розломами. Релаксація поверхні (вирівнювання рельєфних ділянок із часом) відбувається під дією гравітації. Швидкість, з якою це відбувається, залежить від температури: чим теплішим є лід, тим легше він вирівнюється. Кратери з ознаками в'язкої релаксації мають, зазвичай, куполоподібне дно. Іноді їх видно лише завдяки припіднятій кромці. Яскравий приклад сильно релаксованого кратера — Дуніазада. Крім того, багато кратерів Енцелада перетинаються численними тектонічними розломами.

#### Гладенькі рівнини

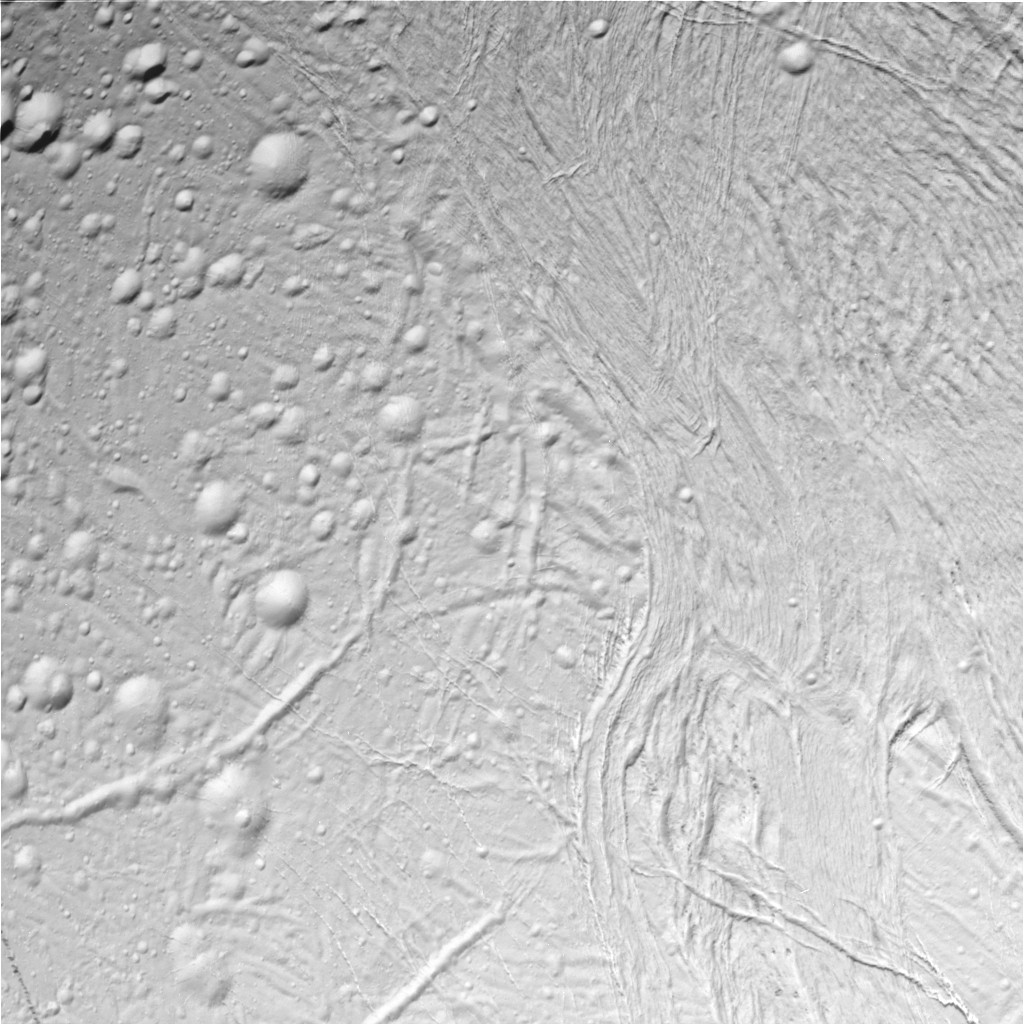
Зморшки Самарканд на Енцеладі. Знімок «Кассіні» 17 лютого 2005 року. Справа видно північно-західну частину рівнини Сарандіб

Дві гладенькі рівнини — Сарандіб і Діяр — були відкриті ще «Вояджером-2». Вони мають переважно низький рельєф і дуже слабо кратеровані, що вказує на їхній відносно молодий вік. На знімках рівнини Сарандіб, зроблених «Вояджером-2», ударних кратерів не видно взагалі. На південному-заході від неї є ще одна рівнинна область, яку навхрест перетинають декілька западин і уступів. Пізніше «Кассіні» отримав набагато детальніші знімки цих гладких у першому наближенні областей, і виявилося, що вони перетинаються великою кількістю низьких хребтів і розломів. Наразі вважається, що ці деталі рельєфу виникли через напруження зсуву. На детальних фотографіях рівнини Сарандіб, знятих «Кассіні», видно і невеликі кратери. Вони дозволили оцінити вік рівнини. Його оцінки (залежно від прийнятого значення швидкості накопичення кратерів) лежать в інтервалі від 170 млн до 3,7 млрд років.
На знімках «Кассіні», що охоплюють не зняті раніше ділянки поверхні, виявлені нові гладенькі рівнини (особливо на ведучій півкулі). Ця область (подібно до південної полярної області) покрита не низькими хребтами, а численними системами жолобів та гірських хребтів. Вона розташовується на стороні супутника, протилежній до рівнин Сарандіб і Діяр. Через це вважається, що на розподіл різних типів рельєфу по поверхні Енцелада вплинула припливна дія Сатурна.

### Південний полярний регіон

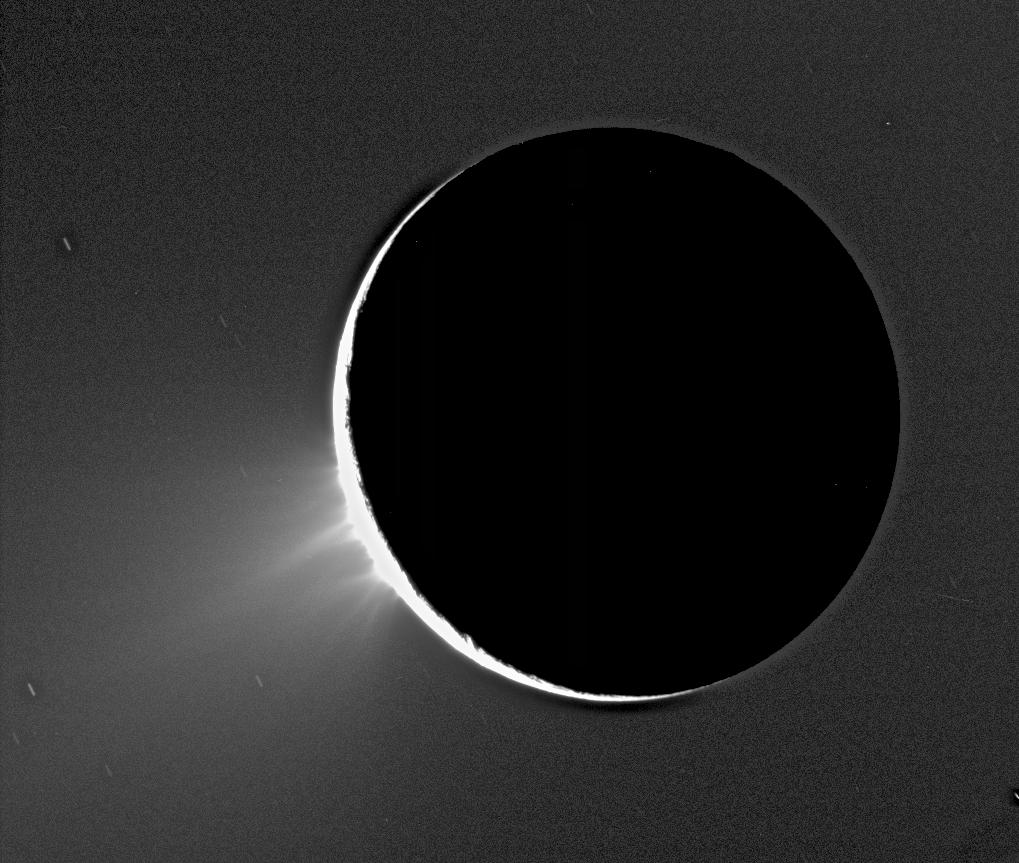
Струмені речовини, що б'ють з-під поверхні Енцелада. Знімок «Кассіні».

Зображення, отримані «Кассіні» при зближенні 14 липня 2005 року, показали своєрідну тектонічно деформовану область, яка розташовується навколо південного полюса Енцелада і досягає 60° південної широти. Вона вкрита розломами і хребтами. Там мало великих ударних кратерів, з чого можна зробити висновок, що це наймолодша ділянка поверхні Енцелада (і всіх крижаних супутників середнього розміру). За швидкістю накопичення кратерів вік деяких ділянок цієї області оцінюється в 500 000 років, а можливо, і менше. Неподалік від центру цієї області можна побачити чотири розломи, обмежених з обох боків хребтами. Вони неофіційно називаються «тигровими смугами». Їхня глибина досягає 500 м, ширина — двох кілометрів, а протяжність — 130 км. 2006 року вони отримали власні назви: зморшки Александрія, Каїр, Багдад і Дамаск. Ці розломи, мабуть, — наймолодші деталі приполярної області. Вони оточені відкладами крупнистого водяного льоду (який виглядає блідо-зеленим на спектрозональних знімках, отриманих об'єднанням зображень в ультрафіолетовому, зеленому та ближньому інфрачервоному діапазоні). Такий самий лід видно і в інших місцях — у відслоненнях і розломах. Його наявність вказує на те, що область достатньо молода і ще не покрита дрібнозернистим льодом із E-кільця. Результати спектрометрії у видимій та інфрачервоній області показують, що зеленуватий лід у тигрових смугах відрізняється за складом від льоду інших ділянок поверхні Енцелада. Спектрометричне виявлення свіжого кристалічного водяного льоду в смугах вказує на молодість цих ділянок (молодше 1000 років) чи їх недавнє розплавлення. Крім того, у тигрових смугах були знайдені прості органічні сполуки, які більше ніде на поверхні досі не виявлені.
Один із таких районів «блакитного» льоду в південній полярній області був знятий із дуже високою роздільною здатністю під час прольоту 14 липня 2005 року. На фотографіях видно дуже сильно деформовані ділянки, місцями покриті брилами розміром 10—100 м.

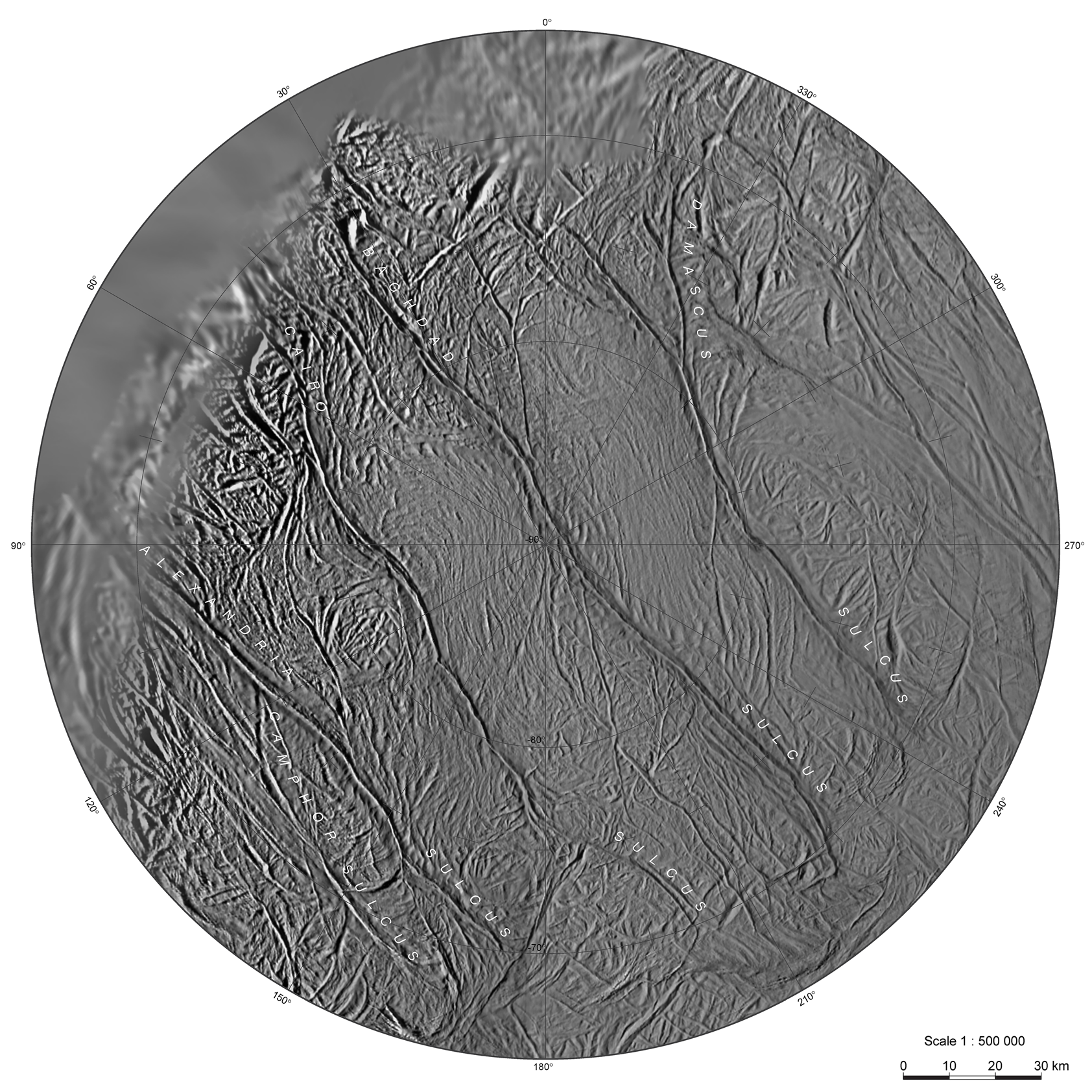
Карта південної полярної області Енцелада (до 65° пд. ш.), зроблена 2007 року

Границя південної полярної області відмічена хребтами і долинами, що утворюють Y- та V-подібні узори або паралельні один одному. Їхня форма, напрямок і розташування вказують на їхнє утворення через зміни форми супутника в цілому. Є два пояснення цих змін. По-перше, якийсь фактор міг зменшити радіус орбіти Енцелада. Через це зменшився і його період обертання навколо Сатурна, що призвело (завдяки припливному захопленню) до прискорення обертання і навколо власної осі. Це викликало сплющування супутника. За іншою версією, із надр Енцелада до поверхні піднялася велика маса теплої речовини, що призвело до зміщення кори відносно надр. Після цього форма еліпсоїда кори змінилася відповідно до нового положення екватора. Але ці версії передбачають однакові наслідки для обидвох полюсів, а фактично північна полярна область супутника сильно відрізняється від південної: вона сильно кратерована і, отже, доволі стара. Можливо, ця відмінність пояснюється різницею товщини кори в цих областях. На існування такої різниці вказує морфологія Y-подібних розривів і V-подібних виступів вздовж краю південної полярної області, а також вік прилеглих ділянок. Y-подібні розриви і розломи, що продовжують ці розриви, які проходять вздовж меридіанів, приурочені до відносно молодих ділянок з імовірно тонкою корою. V-подібні виступи прилягають до старих областей поверхні.

### Гейзери
Склад викидів з південної полярної області Енцелада за даними мас-спектрометра INMS, встановленого на АМС «Кассіні»:
- Вода — 93 % ± 3 %
- Азот — 4 % ± 1 %
- Діоксид вуглецю — 3,2 % ± 0,6 %
- Метан — 1,6 % ± 0,6 %
- Аміак, ацетилен, синильна кислота, пропан — сліди (< 1 %)

Вміст інших сполук виміряти було неможливо через обмеження на молекулярну масу <99.
У березні 2015 року журнал Nature повідомив про виявлення на Енцеладі гарячих гейзерів, викиди яких містять частинки діоксиду кремнію (SiO2).
2015 року було опубліковано результати визначення кислотності рідини, що викидається гейзерами Енцелада. Модель океану, побудована авторами дослідження на основі даних, отриманих зондом «Кассіні» з допомогою мас-спектрометрів і газоаналізаторів, показує, що в речовині струменів, а, отже, і у водах підповерхневого океану, міститься багато розчиненої кухонної солі та соди. Вони є сильнолужним середовищем, з pH близько 11—12. Схожий склад розчинених речовин (але pH близько 10) мають озеро Моно в Каліфорнії та Магаді в Кенії, у яких мешкають як одноклітинні, так і багатоклітинні організми, зокрема різні рачки, а в другому — навіть риби.
Нові спостереження гейзерів Енцелада провів космічний телескоп James Webb (JWST). Зафіксований ним 9 листопада 2022 року викид на Енцеладі виявився набагато більшим, що вдавалося спостерігати досі. Швидко замерзнувши, частинки льоду вилетіли на відстань, що в багато разів перевищує розміри супутника (діаметр якого трохи більше 500 кілометрів). Доповідь про це прозвучала на симпозіумі «Планетні системи та походження життя в еру телескопа James Webb», який проходив у Балтиморі (США).

## Атмосфера
Атмосфера Енцелада дуже розріджена, але у порівнянні з атмосферами інших невеликих супутників Сатурна — доволі щільна. У ній 91 % становить водяна пара, 4 % — азот, 3,2 % — вуглекислий газ, 1,7 % — метан. Невеликий Енцелад не може утримувати атмосферу власним тяжінням, значить, є постійне джерело її поповнення. Таким джерелом можуть бути потужні гейзери або кріовулкани.

## Внутрішня будова

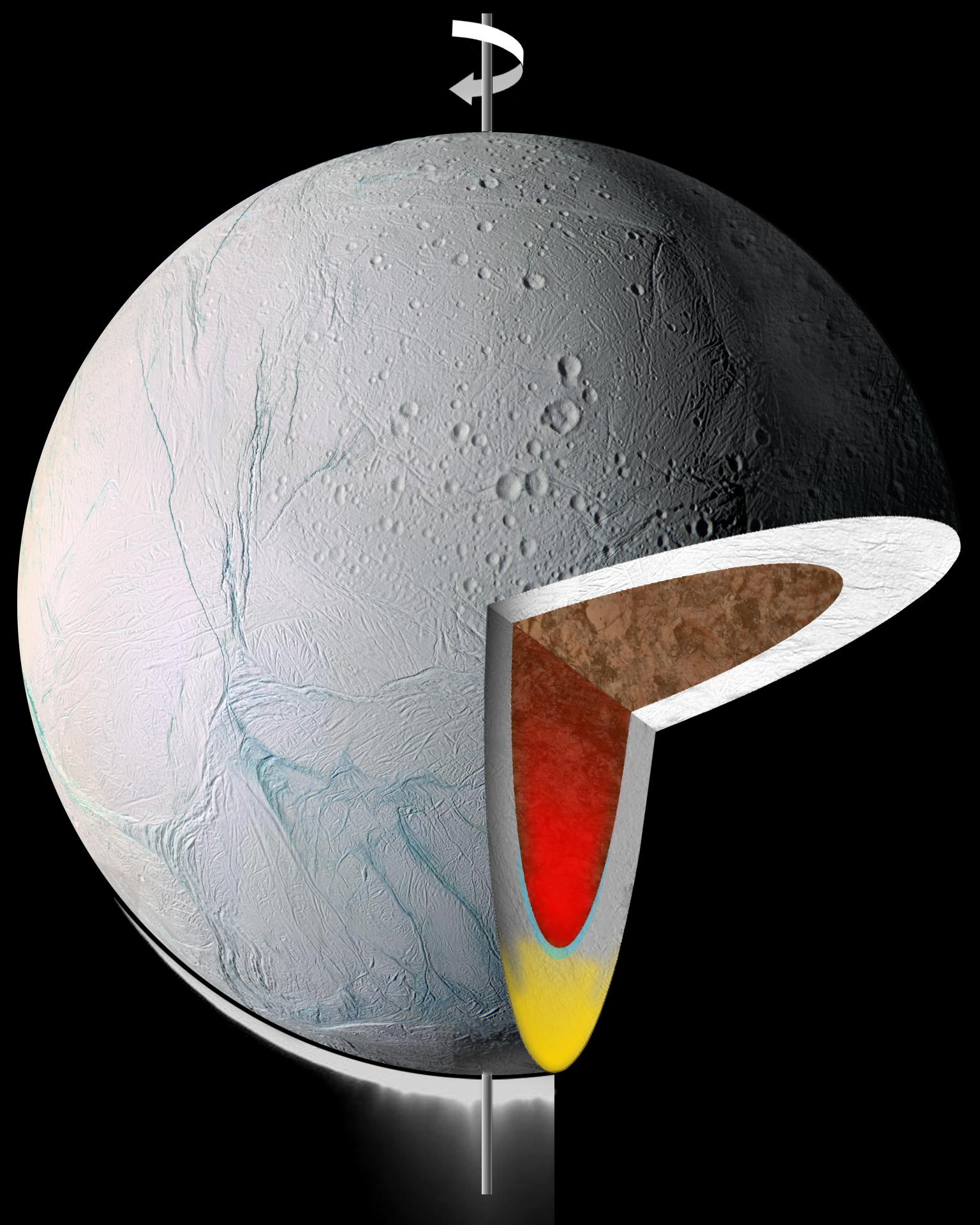
Внутрішня будова Енцелада: модель на основі останніх даних «Кассіні». Коричневим позначено силікатне ядро, білим — мантію, багату водяним льодом. Жовте і червоне — передбачуваний діапір під південним полюсом

Одна з можливих схем кріовулканізму на Енцеладі.

До місії «Кассіні» про Енцелад і його внутрішню будову було відомо відносно мало. Станція допомогла усунути ці проблеми і дала багато інформації, потрібної для моделювання внутрішньої будови Енцелада. Ці дані включають точне визначення маси і форми (параметри тривісного еліпсоїда), знімки поверхні з високою роздільністю і деяку інформацію про геохімію супутника.
Оцінка густини Енцелада за результатами «Вояджерів» вказує на те, що він майже повністю складається з водяного льоду. Але за його гравітаційним впливом на апарат «Кассіні» розраховано, що його густина дорівнює 1,61 г/см³ — більше, ніж в інших крижаних супутників Сатурна середнього розміру. Це вказує на те, що Енцелад містить великий відсоток силікатів і заліза та, ймовірно, його надра відносно сильно нагріваються від розпаду радіоактивних елементів.
Припускають, що Енцелад, як і інші крижані супутники Сатурна, сформувався порівняно швидко і, отже, на початку свого існування був багатий короткоживучими радіонуклідами (як-от алюміній-26 і залізо-60). Їхній розпад міг дати достатньо тепла для диференціації надр супутника на крижану мантію і кам'яне ядро (розпад одних лише довгоживучих радіонуклідів не міг запобігти швидкому замерзанню надр Енцелада через його невеликий розмір, незважаючи на відносно високу частку каменю в його складі). Наступне радіоактивне і припливне нагрівання могли підняти температуру ядра до 1000 К, що достатньо для плавлення внутрішньої мантії. Але для підтримання сучасної геологічної активності Енцелада його ядро також повинно бути в деяких місцях розплавленим. Підтримання високої температури цих ділянок забезпечує припливне нагрівання, яке і є джерелом сучасної геологічної активності супутника.
Щоб виявити, чи диференційовані надра Енцелада, дослідники розглянули не лише геологічні моделі і його масу, а й форму його лімба. Геологічні та геохімічні дані вказують на наявність диференціації. Але форма супутника узгоджується з її відсутністю (у припущенні, що він перебуває в гідростатичній рівновазі). Але за спостережуваною формою Енцелада можна припустити й інше: він диференційований, але не перебуває в гідростатичній рівновазі, оскільки в недалекому минулому обертався швидше, ніж зараз.

## Дослідження

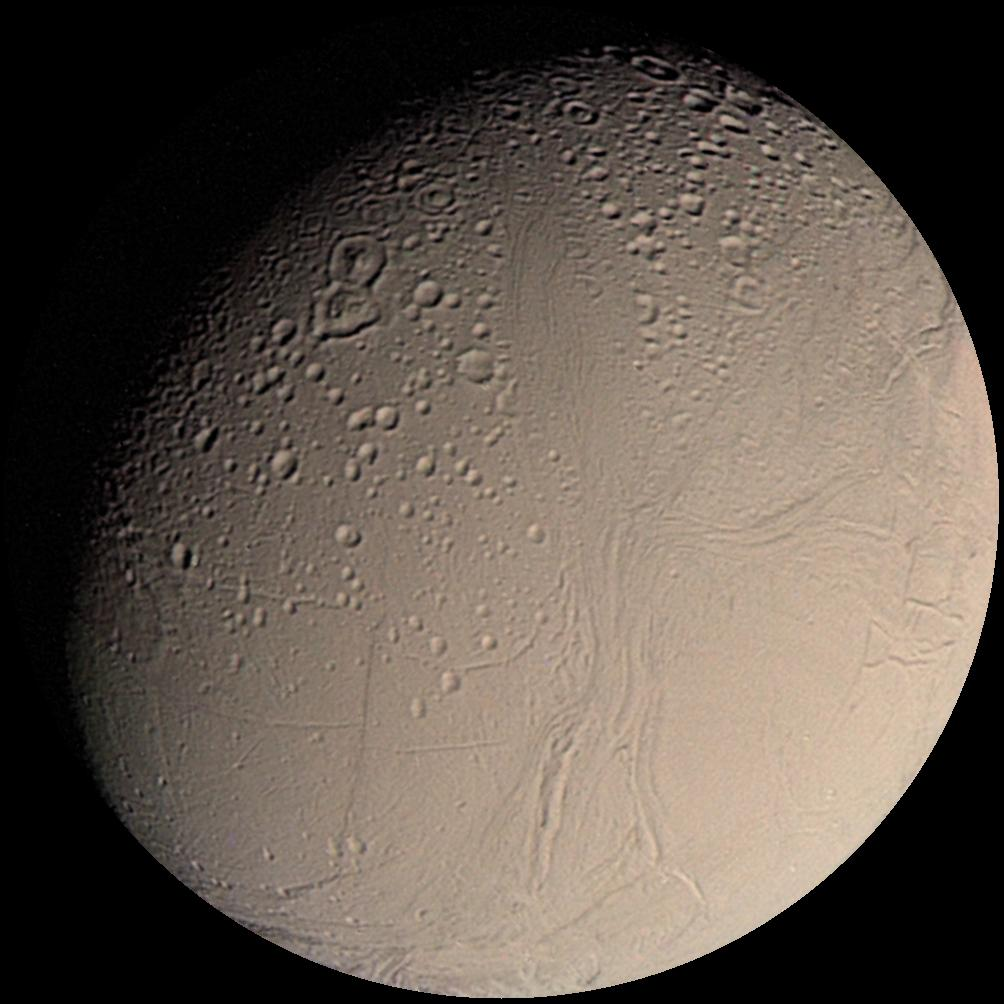
Вид Енцелада з космічного апарата «Вояджер-2», 26 серпня 1981 року

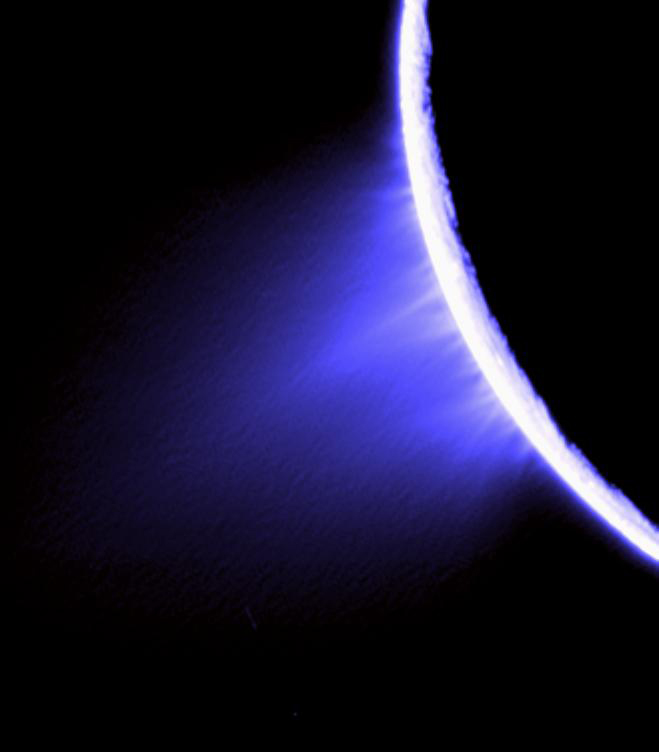
Спектрозональний знімок «Кассіні» — водяна пара у південній півкулі Енцелада

### Відкриття Гершелем
Енцелад був відкритий 28 серпня 1789 року Вільямом Гершелем у ході перших спостережень на 1,2-метровому телескопі (першому в світі за діаметром на той час), хоча невпевнено спостерігався ним ще 1787 року в 16,5-сантиметровий телескоп. Через слабкий блиск (+11,7m) і близькість до набагато яскравішого Сатурна та його кілець Енцелад важко спостерігати з Землі. Для цього потрібен телескоп із діаметром дзеркала не менше 15—30 см (залежно від атмосферних умов і світлового забруднення). Як і багато інших супутників Сатурна, відкритих до початку космічної ери, Енцелад був виявлений під час перетину Землею площини кілець (рівнодення на Сатурні). Оскільки кільця у цей час спостерігаються з ребра та майже не помітні, супутники легше побачити.
З часів Гершеля до польотів «Вояджерів» нових даних про Енцелад з'явилося мало (але, зокрема, був виявлений водяний лід на його поверхні).

### Місія «Вояджер»
Два космічних апарати серії «Вояджер» зробили перші знімки Енцелада великим планом. 12 листопада 1980 року «Вояджер-1» став першим апаратом, який пролетів біля Енцелада. Оскільки відстань між ним і супутником була доволі велика — 202 000 км — зображення вийшло з дуже поганою роздільністю. Але на них видно високу відбивальну здатність поверхні та відсутність на ній великих кратерів, що вказує на її невеликий вік і на існування сучасної чи нещодавньої геологічної активності. Крім того, «Вояджер-1» підтвердив, що Енцелад розташований у щільній частині дифузного E-кільця Сатурна. Враховуючи невелику кількість кратерів на поверхні, значну кількість матеріалу, потрібного для перекриття цих деталей рельєфу, та незначну гравітацію супутника, вчені припустили, що E-кільце може складатися з частинок, які викидаються з поверхні Енцелада.
26 серпня 1981 року «Вояджер-2" пролетів набагато ближче до Енцелада, ніж попередній корабель (87 010 км), що дозволило зробити якісніші фотографії. На них видно, що деякі ділянки поверхні супутника кратеровані набагато сильніше, ніж інші, що вказує на їх набагато більший вік. Наприклад, у північній півкулі на середніх і високих широтах кратерів набагато більше, ніж на низьких. Така неоднорідна поверхня контрастує з однорідної сильно кратерованою поверхнею Мімаса — трохи меншого супутника Сатурна. Молодість поверхні Енцелада стала несподіванкою для наукової спільноти, тому що жодна теорія в той час не могла передбачити, що таке невелике (і холодне порівняно з високоактивним супутником Юпітера Іо) небесне тіло може бути таким активним. Однак «Вояджеру-2» не вдалося виявити, чи проявляє активність Енцелад зараз і чи є він джерелом частинок кільця E.

### Кассіні— Гюйгенс
1 липня 2004 року на орбіту Сатурна вийшла автоматична міжпланетна станція «Кассіні». Виходячи з результатів «Вояджера-2», Енцелад розглядався як пріоритетна ціль, і тому було заплановано декілька зближень із ним на відстань до 1500 км, а також багато спостережень з відстані до 100 000 км (список наводиться в таблиці). «Кассіні» виявив, зокрема, викиди водяної пари та складних вуглеводнів із південної полярної області. Це дало підстави для припущень про наявність життя у підлідних шарах Енцелада.
2007 року група вчених розробила математичну модель крижаних гейзерів, що викидають на висоту сотень кілометрів водяну пару та частинки пилу. Модель передбачає наявність рідкої води під поверхнею супутника.
14 березня 2008 року «Кассіні», під час тісного зближення з Енцеладом, зібрав дані про його водяні викиди, а також надіслав на Землю нові знімки цього небесного тіла. 9 жовтня 2008 року, пролітаючи крізь струмені викидів гейзерів Енцелада, «Кассіні» зібрав дані, що вказують на наявність рідкого океану під крижаною корою. У липні 2009 року від «Кассіні» отримані та опубліковані деталізовані дані хімічного складу цих викидів, які підтверджували версію про рідкий океан як їх джерело.
На початку березня 2011 року вчені встановили, що теплова потужність Енцелада значно вища, ніж вважалося до цього.
У червні 2011 року група вчених із Гайдельберзького університету (Німеччина) виявила, що під застиглою корою Енцелада розташовується океан і зробила висновок, що вода у підземному океані супутника — солона.
2013 року астроном Метт Хедман із колегами із Корнелльського університету проаналізували 252 знімки «Кассіні», де були зображені гейзери Енцелада між 2005 і 2012 роками, та зуміли показати зв'язок між припливною силою й активністю Енцелада. На знімках виявилося, що при русі Енцелада від апоцентру до перицентру яскравість струменів падає на три порядки. Крім того, вчені відмітили, що інтенсивність викидів у проміжку між 2005 і 2009 роком зменшилася вдвічі. Дані, отримані в результаті аналізу, цілком відповідають геофізичним розрахункам, які вказують на те, що тріщини у крижаній поверхні супутника під час його максимального віддалення від планети повинні зазнавати максимального напруження і, ймовірно, розширюватися.
Відкриття «Кассіні» вже стимулювали розробку проєктів дослідження Енцелада наступними місіями. НАСА та ЄКА готують спільний проєкт із вивчення супутників Сатурна — Titan Saturn System Mission (TSSM), де, поміж іншим, буде вивчатися й Енцелад. Ймовірно, у 2030-х роках корабель повинен буде пролетіти крізь викиди кріовулканів і не передбачає спускних апаратів.
Космічний апарат НАСА «Кассіні» надав вченим перший чіткий доказ того, що супутник Сатурна Енцелад демонструє ознаки сучасної гідротермальної діяльності, яка може нагадувати ту, яку спостерігають у глибоких океанах на Землі. Ця знахідка разом із теорією, що Енцелад містить підземний океан, збільшує можливість того, що на супутнику можуть міститись умови, придатні для живих організмів. Гідротермальна діяльність відбувається, коли морська вода проникає і реагує з кам'янистою корою й виступає як підігрів, мінерально-насиченого розчину, природне явище в земних океанах. Гравітаційні дослідження настійно вказують на наявність 10-км глибини океану під крижаною оболонкою близько від 30 до 40 кілометрів завтовшки.

## Підповерхневий океан

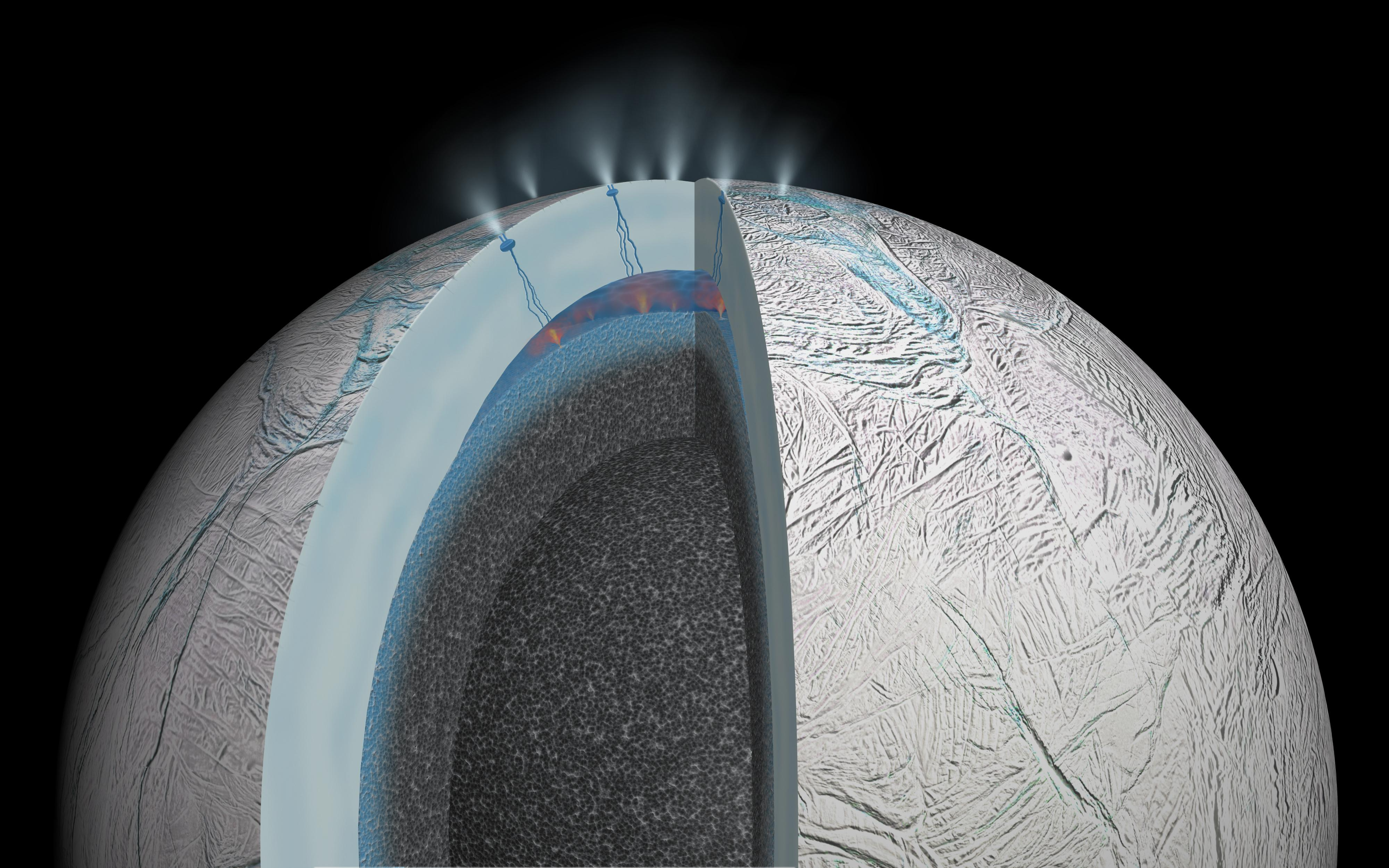
Ймовірна схема активності гідротермальних джерел

Передані «Касіні» 2005 року знімки гейзерів, що фонтанували з «тигрових смуг» на висоту 250 км, дали привід говорити про можливість наявності під крижаною корою Енцелада повноцінного океану рідкої води. Однак самі по собі гейзери не є доказом наявності рідкої води, а вказують у першу чергу на наявність тектонічних сил, що призводять до зміщення льоду та утворення в результаті тертя викидів рідкої води.
2014 року були опубліковані результати досліджень, згідно з якими на Енцеладі існує підповерхневий океан. Цей висновок було зроблено на основі вимірювань гравітаційного поля супутника, виконані під час трьох близьких (менше 500 км над поверхнею) прольотів «Кассіні» над Енцеладом у 2010—2012 роках. Отримані дані дозволили вченим достатньо впевнено стверджувати, що під південним полюсом супутника залягає океан рідкої води. Розмір водної маси можна порівняти з північноамериканським озером Верхнім, площа якого становить близько 80 тис. км² (10 % від площі Енцелада), товщина — близько 10 км, а глибини залягання — 30—40 км. Він простягається від полюса до 50-х градусів південної широти. Температура його верхніх шарів може становити близько −45 °C і зі зростанням глибини досягати 0…+1 °C, що можна порівняти з температурою земних арктичних і антарктичних вод. Дно, ймовірно, кам'яне. Чи є вода під північним полюсом Енцелада, залишається незрозумілим. Наявність води на південному полюсі пояснюється особливостями припливного розігрівання супутника гравітаційною дією Сатурна, яка забезпечує існування води в рідкому вигляді, навіть незважаючи на те, що температура поверхні Енцелада переважно не перевищує близько −200 °C. За наявними оцінками, температура океану може перевищувати 90 °C. На початку 2015 року підтвердилася активність гарячих гейзерів на його дні.
У травні 2015 року вченими з інституту Карнегі на основі даних з приладів «Кассіні» було визначено pH середовища океану Енцелада, рівний 11—12 (це дуже лужне середовище: навіть при pH 11 можуть вижити лише мало які бактерії та гриби).
У середині вересня 2015 року астрофізики Корнелльського університету на основі даних «Кассіні», отриманих за сім років досліджень, починаючи з 2004 року, уточнили модель підповерхневого океану. Згідно з новими дослідженнями, опублікованими в журналі Icarus, під поверхнею Енцелада розташовуються не окремі водойми, а глобальний водяний океан, відокремлений від поверхні ядра. Попередні дослідження, що вказували на наявність замкненої водойми в районі південного полюса, добре узгоджувалися зі спостереженнями «Кассіні» за гейзерами, але суперечили гравітаційним вимірюванням. Нова модель враховує магнітуду невеликих коливань поверхні, що виникає при русі Енцелада по орбіті навколо Сатурна, та вказує на наявність глобального океану. У випадку, якщо Енцелад був би повністю твердим тілом, коливання (лібрації) орбіти супутника були б не настільки значними.
У кінці жовтня 2015 року планетологи з Японії, Німеччини та США опублікували в журналі Nature Communications дослідження, згідно з яким океан Енцелада є або дуже давнім, і виник разом із формуванням Сатурна, або став рідким відносно недавно, близько 10 млн років тому, у результаті зміни орбіти чи зіткнення з яким-небудь великим об'єктом, що розплавив частину вод і запустив реакції окиснення на межі між ядром і океаном.
Згідно з результатами аналізу даних прольоту «Кассіні» над південним полюсом Енцелада 6 листопада 2011 року, опублікованими 2017 року, середня товщина крижаного шару над океаном становить не 18—22 і навіть не 5 км, як вважалося раніше, а лише 2 км.
У квітні 2017 року оприлюднені опрацьовані відомості, зібрані зондом при прольоті 28 жовтня 2015 року з рекордної відстані 25 км над тріщинами («тигровими смугами») на південному полюсі: склад рідини, що викидалася крізь них, був проаналізований за допомогою мас-спектрометрів. Крім води, вуглекислого газу, метану та аміаку вчені виявили великі кількості водню. Аналіз складу вказує, за словами геологів, на активні гідротермальні процеси в океані Енцелада. Крім генерування водню, як відмічено в присвяченій цьому публікації, на дні океану, ймовірно, відбуваються процеси відновлення вуглекислого газу до метану, а подібні гідротермальні реакції схожі з активністю давніх океанів Землі, що стала джерелом енергії для перших організмів.
Органічні сполуки, виявлені «Кассіні» в солоних гейзерах супутника 2005 року, підтвердження існування океану рідкої води достатньо неглибокого залягання, що можна порівняти з Маріанською западиною, наявність скелястої серцевини з силікатів, висока лужність води та прямі свідчення гідротермальної активності разом роблять Енцелад найпривабливішим місцем у Сонячній системі для пошуків мікробного життя. Апаратура «Кассіні» не дозволяє виявити, чи є в океані Енцелада складна органіка і тим більше життя.
У майбутніх експедиціях планується виконати спектрографічні дослідження гейзерів, щоб отримати детальну інформацію про склад води. Не виключений аналіз in situ і навіть використання занурюваного апарата без попереднього буріння крижаної кори, якщо підтвердяться розрахунки Інституту дослідження космосу в Боулдері (США), згідно з якими вода, що надходить із підповерхневого океану, незважаючи на тижневий цикл підйому на 30—40 км, зберігає достатньо тепла, щоб у точці розлому не давати замерзнути тріщинам метрової ширини.